# Сусловцы
Сусловцы (укр. Суслівці) — село в Летичевском районе Хмельницкой области Украины.
Население по переписи 2001 года составляло 692 человека. Почтовый индекс — 31522. Телефонный код — 3857. Занимает площадь 2,503 км². Код КОАТУУ — 6823084201.

## Местный совет
31522, Хмельницкая обл., Летичевский р-н, с. Сусловцы, ул. Центральная, 18